# ميس مفرض
ميس مفرض (الاسم العلمي: Celtis crenata) هو نوع نباتي يتبع جنس الميس من فصيلة القنبية.